# Stará Bašta
Stará Bašta (in ungherese: Óbást) è un comune della Slovacchia facente parte del distretto di Rimavská Sobota, nella regione di Banská Bystrica.